# Dubai World Championship 2012
Het Dubai World Championship 2012 was een golfwedstrijd die in 2012 onder de naam DP World Tour Championship, Dubai werd gehouden 22 tot en met 26 van dat jaar. Het prijzengeld was $ 8.000.000,-. Daarnaast werd onder de top-10 spelers een bonus van US$ 3.750.000 verdeeld.  Alvaro Quiros, de winnaar van het jaar ervoor, was niet aanwezig om zijn titel te verdedigen. De Noord-Ier Rory McIlroy won het toernooi en verdiende € 1.041.429,-.
De deelnemers waren de beste zestig spelers van de Europese Tour van 2012, aangevuld met winnaars van toernooien van andere Tours die ook voor de Europese Tour meetelden. Alle spelers speelden vier rondes.

## Verslag
De par van de baan was 72.

#### Ronde 1
Noch Nicolas Colsaerts, noch Joost Luiten had in andere jaren bij dit toernooi een betere eerste ronde gehad. 

Luke Donald ging aan de leiding met zeven birdies, gevolgd door Rory McIlroy en Gonzalo Fernández-Castaño, die beiden zes birdes maakten.

#### Ronde 2
Na ronde twee was er niet veel veranderd, Luke Donald bleef aan de leiding, maar Rory McIlroy en Marc Warren scoorden 67 en kwamen naast hem staan. Nicolas Colsaerts en Joost Luiten maakten allebei een ronde van 68, dus het verschil tussen hen bleef een slag.

#### Ronde 3
Luke Donald en Rory McIlroy vochten om de eerste plaats, maar eindigden beiden op een totaal van -17.  Inclusief 2011 had hij 100 holes zonder bogey op deze baan gespeeld. De derde plaats werd ingenomen door Louis Oosthuizen en Charl Schwartzel,  met een totaal van -14.

#### Ronde 4
De op dat moment 23-jarige Rory McIlroy was op dat moment de beste speler op de wereldranglijst, de Amerikaanse Order of Merit en de Race To Dubai. Hij eindigde met vijf birdies en won met een totaalscore van -23. Justin Rose eindigde met een baanrecord van 62, tevens zijn laagste professionele score in Europa en steeg naar de tweede plaats. Luke Donald maakte zijn eerste bogey van de week op hole 3 en zijn tweede op hole 12. Hij deelde de derde plaats met Charl Schwartzel.

Stephen Gallacher begon met drie birdies en maakte vervolgens een hole-in-one op hole 4.
| Naam              | Score R1 | Score R1 | Nr  | Score R2 | Score R2 | Totaal | Nr  | Score R3 | Score R3 | Totaal | Nr 1 | Score R4 | Score R4 | Totaal | Nr  |
| ----------------- | -------- | -------- | --- | -------- | -------- | ------ | --- | -------- | -------- | ------ | ---- | -------- | -------- | ------ | --- |
| Rory McIlroy      | 66       | -6       | 2   | 67       | -5       | -11    | T1  | 66       | -6       | -17    | T1   | 66       | -6       | -23    | 1   |
| Justin Rose       | 68       | -4       | T11 | 68       | -4       | -8     | T8  | 69       | -3       | -11    | T6   | 62       | -10      | -21    | 2   |
| Luke Donald       | 65       | -7       | 1   | 68       | -4       | -11    | T1  | 66       | -6       | -17    | T1   | 71       | -1       | -18    | T3  |
| Sergio García     | 73       | +1       | T49 | 64       | -8       | -7     | T18 | 73       | +1       | -6     | T31  | 64       | -8       | -14    | T9  |
| Joost Luiten      | 69       | -3       | T21 | 68       | -4       | -7     | T18 | 67       | -5       | -12    | T5   | 72       | par      | -12    | T16 |
| Marc Warren       | 66       | -6       | 2   | 67       | -5       | -11    | T1  | 72       | par      | -11    | T6   | 73       | +1       | -10    | T26 |
| Nicolas Colsaerts | 68       | -4       | T11 | 68       | -4       | -8     | T8  | 74       | +2       | -6     | T31  | 69       | -3       | -9     | T34 |

| Leider |  | Toernooirecord |  | MC = missed cut = cut gemist |

## Spelers
Onder meer:
| - Thomas Aiken - Fredrik Andersson Hed - Rafa Cabrera Bello - Alejandro Cañizares - George Coetzee - Nicolas Colsaerts - Luke Donald - Jamie Donaldson - David Drysdale - Victor Dubuisson - Simon Dyson - Gonzalo Fernández-Castaño - Ross Fisher - Marcus Fraser - Stephen Gallacher - Sergio García - Branden Grace (Rookie of the Year) - Anders Hansen - Peter Hanson | - Pádraig Harrington - Michael Hoey - Raphaël Jacquelin - Thongchai Jaidee - Scott Jamieson - Miguel Ángel Jiménez - Martin Kaymer - Søren Kjeldsen - Jbe' Kruger - Pablo Larrazábal - Paul Lawrie - Peter Lawrie - Shane Lowry - Joost Luiten - David Lynn - Matteo Manassero - Graeme McDowell - Rory McIlroy - Francesco Molinari | - Alexander Norén - Thorbjørn Olesen - Louis Oosthuizen - Ian Poulter - Richie Ramsay - Robert Rock - Justin Rose - Charl Schwartzel - Marcel Siem - Jeev Milkha Singh - Lee Slattery - Henrik Stenson - Richard Sterne - Marc Warren - Romain Wattel - Lee Westwood (2009) - Bernd Wiesberger - Danny Willett - Chris Wood |

2009 · 2010 · 2011 · 2012 · 2013 · 2014